# Living Things
A Living Things a Linkin Park ötödik stúdióalbuma, 2012. június 20-án adták ki. 2013 decemberéig 2,5 millió példány fogyott belőle. 

## Számlista
1. Lost In The Echo (3:25)
2. In My Remains (3:21)
3. Burn It Down (3:52)
4. Lies Greed Misery (2:27)
5. I'll Be Gone (3:31)
6. Castle Of Glass (3:25)
7. Victimized (1:46)
8. Roads Untraveled (3:49)
9. Skin To Bone (2:48)
10. Until It Breaks (3:43)
11. Tinfoil (1:11)
12. Powerless (3:44)